# Soltankənd (Cəlilabad)
Soltankənd è un comune dell'Azerbaigian situato nel distretto di Cəlilabad. Conta una popolazione di 717 abitanti.